# Diocese de Sankt Pölten
A Diocese de Sankt Pölten (em latim: Dioecesis Sancti Hippolyti) é uma diocese católica, sufragânea da Arquidiocese de Viena, na Áustria. Em 2010 havia 540.954 batizados de um total de 613.200 habitantes.

## Território
A diocese compreende a parte ocidental do estado austríaco da Baixa Áustria. A sede é a cidade de Sankt Pölten, onde se localiza a Catedral da Assunção da Virgem Maria .
O território é dividido em 424 paróquias.

## História
A diocese foi erigida em 28 de janeiro de 1785 pela Bula papal Inter plurimas de Pio VI, tendo tomado parte do território da Diocese de Passau.

## Líderes
|                   | Nome                                | Período   | Notas                                           |
| Bispos            | Bispos                              | Bispos    | Bispos                                          |
| ----------------- | ----------------------------------- | --------- | ----------------------------------------------- |
| 18º               | Alois Schwarz                       | 2018-     | Atual                                           |
| 17º               | Klaus Küng                          | 2004-2018 |                                                 |
| 16º               | Kurt Krenn                          | 1991-2004 |                                                 |
| 15º               | Franz Zak                           | 1961-1991 |                                                 |
| 14º               | Michael Memelauer                   | 1927 1961 |                                                 |
| 13º               | Johannes Baptista Rößler            | 1894-1927 |                                                 |
| 12º               | Matthäus Joseph Binder              | 1872-1893 |                                                 |
| 11º               | Joseph Feßler                       | 1865-1872 |                                                 |
| 10º               | Ignaz Feigerle                      | 1852-1863 |                                                 |
| 9º                | Anton Alois Buchmayer               | 1843-1851 |                                                 |
| 8º                | Johann Michael Wagner               | 1836-1842 |                                                 |
| 7º                | Johann Michael Leonhard             | 1835-1835 | Nomeado Bispo do Ordinariato Militar da Áustria |
| 6º                | Jakob Frint                         | 1827-1834 |                                                 |
| 5º                | Joseph Chrysostomus Pauer           | 1824-1826 |                                                 |
| 4º                | Johann Nepomuk von Dankesreither    | 1816-1823 |                                                 |
| 3º                | Joseph Godfried van Crüts Creits    | 1806-1815 |                                                 |
| 2º                | Sigismund Anton von Hohenwart, S.J. | 1794-1803 | Nomeado Arcebispo de Viena                      |
| 1º                | Johann Heinrich von Kerens, S.J.    | 1785-1792 |                                                 |
| Bispo-coadjutor   |                                     |           |                                                 |
|                   | Franz König                         | 1952-1956 | Nomeado Arcebispo de Viena                      |
|                   | Franz Žak                           | 1956-1961 |                                                 |
| Bispos-auxiliares |                                     |           |                                                 |
|                   | Anton Leichtfried                   | 2006-     | Bispo Auxiliar Atual                            |
|                   | Heinrich Fasching                   | 1993-2004 |                                                 |
|                   | Alois Stöger                        | 1967-1986 |                                                 |

## Estatísticas
A diocese, até o final de 2010, em uma população de 613.200 pessoas, havia batizado 540.954, o que corresponde a 88,2% do total.